# Ben Verweij
Bernard Willem Jan (Ben) Verweij (Medan, 31 augustus 1895 – Amsterdam, 14 juli 1951) was een Nederlands voetballer die als middenvelder bij HFC speelde.
Verweij speelde tussen 1919 en 1924 in totaal elf keer voor het Nederlands voetbalelftal waarmee hij deelnam aan de Olympische Zomerspelen in 1920 en 1924. In 1920 werd de bronzen medaille gewonnen en in 1924 werd Nederland vierde.